# Acronicta crenulata
Acronicta crenulata là một loài bướm đêm trong họ Noctuidae.